# Исток (приток Чарыша)
Исток — река в России, протекает по Усть-Пристанскому району Алтайского края. Устье реки находится в 17 км по правому берегу реки Чарыш. Длина реки составляет 11 км. В 4 км по правому берегу впадает река Студёный. В 8 км по правому берегу впадает река Озёрная.

## Данные водного реестра
По данным государственного водного реестра России относится к Верхнеобскому бассейновому округу, водохозяйственный участок реки — Обь от слияния рек Бия и Катунь до города Барнаул, без реки Алей, речной подбассейн реки — бассейны притоков (Верхней) Оби до впадения Томи. Речной бассейн реки — (Верхняя) Обь до впадения Иртыша.